# Spartan (Halo)
Spartan es un término del Universo de Halo que se refiere a soldados provenientes de un proyecto de varios años de desarrollo en el que se trataba de crear soldados mucho más adaptados y resistente que cualquier marine de la UNSC (Comando Espacial de las Naciones Unidas).

## Proyecto Spartan
El proyecto comenzó luego de la colonización de cientos de planetas, aproximadamente en el año 2490. No obstante, el proyecto no se logró finalizar ya que los soldados seleccionados no lograban completar satisfactoriamente el arduo entrenamiento ni resistir las modificaciones genéticas. Tras 10 años el proyecto SPARTAN fue abandonado, no sin dejar una importante base de datos para un futuro proyecto (este primer proyecto fallido se le llamó el Proyecto: ORION).
Los encargados de este proyecto ambicioso y casi imposible eran la Doctora Halsey y el Comandante Jacob Keyes, que supervisaban y reclutaban a los seleccionados para que cumplieran el programa SPARTAN. Aún después de muchos intentos por mejorar el proyecto y hacerlo viable, no dejaba de ser poco viable ya que el entrenamiento de un solo supersoldado Spartan requería inversiones desorbitadas y su despliegue era caro, ya que se precisaban vehículos especializados para carga pesada (cada Spartan con su armadura pesaba media tonelada). Además de las complicaciones físicas, la preparación mental de los Spartans era también muy ardua y no siempre daba buenos resultados, y el software que se pretendía instalar en su HUD era demasiado complejo para una unidad tan pequeña.

## Proyecto Orion o SPARTAN-I
Fue un proyecto creado por la UNSC-ONI-NAVSPECWAR, con el fin de entrenar la primera clase de supersoldados para misiones de alto rango también llamados Spartans. [cita requerida] (Nota: No fueron llamados Spartans hasta el año 2517 aprox. una vez comenzado el proyecto SPARTAN II. Simplemente eran llamados Proyecto ORION o P.R.).
Estos soldados especiales eran tratados y "mejorados" con drogas y mutágenos, los cuales no tenían resultados efectivos pues eran unos fármacos poco investigados creados exclusivamente para el proyecto, también eran equipados con armas vehículos y armaduras especiales; para enfrentarse a rebeldes.
El proyecto fue creado en 2491 y la Administración Militar Colonial decidió cancelarlo en 2506 porque las armaduras y los equipos necesarios eran muy costosos. Se llegó a la conclusión de que los spartan eran muy valiosos para combatir. Aquellos que estaban en operaciones espaciales fueron reubicados a vigilancia de colonias importantes. [cita requerida]
Después de unos años el proyecto PROYECTO ORION sirvió de análisis para mejorar las drogas aplicadas a los soldados del proyecto SPARTAN II. [cita requerida]
Como pequeña nota el sargento Avery Jhonson uno de los personajes principales, estuvo en este proyecto.

### Dra. Catherine Halsey
En el año 2517 la Dra. Catherine Halsey reinicia el proyecto con una nueva visión: Los reclutas serán entrenados desde su niñez.(pues los niños asimilan mejor el entrenamiento) El proyecto tomó el nombre clave SPARTAN-II  y se inició con 300 niños que poseían una estatura mayor a la de sus compañeros de escuela, tenían una gran salud y eran capaces de comprender las cosas con mucha más facilidad que los demás, además de una mentalidad ganadora. El objetivo de este proyecto era crear un grupo militar capaz de eliminar a un grupo rebelde en Harvest y Eridanus para así evitar una guerra civil espacial. En un principio serían entrenados 150 de estos soldados pero solo se dieron fondos para 75. Sin embargo, después del primer contacto con los Covenant, el proyecto Spartan-II se aceleró y modificó para que los soldados pudieran resistir el combate frente a esta brutal alianza alienígena conformada por las razas llamadas (en un primer momento) Elites, Brutes, Hunters, Jackals, Drones y Grunts. Un hecho notable fue que a la armadura de estos supersoldados se les incorporó tecnología alienígena enemiga que consistía en escudos de energía que aumentaban notablemente aún más la resistencia de estos soldados en combate.

### Nómina de Soldados SPARTAN
Quedaron pocos soldados activos después del masivo despliegue de tropas Covenant en Reach (cuna del proyecto SPARTAN-II): 
- John SPARTAN-117
- Kelly SPARTAN-087
- Linda SPARTAN-058
- Fredric SPARTAN-104.

Otros tantos Spartans que combatieron en las colonias Harvest y Reach fueron dados por desaparecidos en combate, reubicados en estaciones espaciales de combate en la órbita terrestre o puestos al cuidado de naves tales como la Spirit of Fire o el Pilar of Autumn.
Equipos Caídos En Combate
NOBLE TEAM
- Thom SPARTAN-B293: Primer Noble Seis sustituido por el actual Noble Seis murió tras arrojar la UNSC: Fury Bomb en la zona de embarque de un Crucero de Batalla de clase CCS.
- Jorge SPARTAN-052: Murió al activar una bomba destinada a destruir una Corbeta Covenant, la cual se encontraba en la órbita de Reach.
- Jun SPARTAN-266: Encargado de escoltar a la Doctora Halsey fuera de Reach, más tarde, después de escoltarla a salvo, se le incluyó en otra misión, pero su Pelican fue derribado, nunca encontraron su cuerpo y oficialmente está desaparecido en acción. Actualmente se sabe que fue uno de los que inició el proyecto Spartan IV e infiltró a Sarah Palmer al mismo.
- SPARTAN B-312 "Noble Seis": Tras escoltar información clasificada por la ONI y entregarla al Comandante Jacob Keyes, a bordo del crucero 'clase Halsyon' Pillar of Autumn, se sacrificó para darle tiempo suficiente a la nave para poder escapar de Reach, a costa de su vida. Fue el último Spartan sobreviviente de Reach (a excepción de Jun-266, quién salió previamente junto a la Dra. Catherine Halsey) y falleció atravesado por una espada de luz a manos de un Elite parte de una armada covenant. Según la Dra. Halsey era el Spartan III más letal.
- Emille SPARTAN-A293: Ayudó a Noble seis a escoltar la información hasta el Pillar of Autumn, lamentablemente murió en el último momento del escape del Pillar of Autumn por un cobarde ataque por la espalda por parte de un élite con espada de energía, pero antes de morir asesinó al élite.
- Kat SPARTAN-B320: Murió en Nueva Alejandría tras el disparo de un Élite de rango General Sangheili con un rifle de aguijón. (Es posible que sus escudos de energía fallaran debido a la exposición a altos niveles de radiación causados por el salto desliespacial de un crucero del Covenant sobre Nueva Alejandría).
- Carter SPARTAN-A259: Al estar malherido por múltiples heridas causadas en un ataque aéreo , decide sacrificarse estrellando su pelican contra un Scarab para abrirle un camino a Emile y Noble 6, para llegar al Pillar of Autumn.

CURIOSITY TEAM
- Joseph SPARTAN-122: desaparecido en la estación espacial El Cairo, órbita de la Tierra. María SPARTAN-089, desaparecida junto a Will SPARTAN-090 en una de las numerosas batallas en la colonia Harvest.

## Proyecto SPARTAN-II
SPARTAN-II es el nombre clave del proyecto creado por la UNSC para crear supersoldados capaces de repeler la fuerza de combate de los Covenant. Inicialmente el objetivo del proyecto era evitar nuevas guerras civiles e insurrecciones pero luego del primer contacto con los Covenant en la Colonia Harvest, con cual se había perdido contacto desde el año 2525. La mayor parte de ellos mueren en la defensa de Reach y de algunas colonias interiores dejando solo a unos pocos vivos pero no en buenas condiciones para el combate. Actualmente, el Jefe Maestro es uno de los últimos reclutas vivos del proyecto SPARTAN-II en servicio, (muriendo uno de sus mejores amigos en combate, mientras el otro compañero sigue activo en Onyx)[cita requerida]..

## Etapas del Proyecto SPARTAN-II
El proyecto consistía en cuatro etapas:

### Introducción militar
Todos los reclutas debían pasar un arduo entrenamiento militar en el cual se le enseñaban tácticas de infantería, manejo de armas y conocimiento de todo el armamento humano y Coventant conocido así como instrucción táctica básica militar.

### Introducción pedagógica
Debido a que los niños estaban en pleno crecimiento (ninguno superaba los 7 años) se les debía formar mentalmente con conocimiento y madurez para afrontar la guerra. Estas dos etapas tardaban 8 años en concluir parcialmente.

### Modificación genética
El anterior proyecto SPARTAN-I había fracasado debido a la poca información que se tenía acerca de las modificaciones genéticas que se pretendían hacer en los individuos.[cita requerida]. Estas modificaciones biológicas, físicas y neurológicas dejan un saldo de 30 reclutas muertos, 12 permanentemente deshabilitados y 33 reclutas exitosamente adaptados. Sin embargo, tras estudiar más a fondo las drogas y mutágenos suministrados a los reclutas, fue posible modificarlas de forma exitosa, de modo que se le fueron suministradas al nuevo proyecto denominado SPARTAN-III de forma exitosa.

### Integración al traje de combateMJOLNIR Mark IV
Finalmente, para completar la superioridad de estos supersoldados, se diseñó una armadura de cuerpo completo que aumentaba los reflejos, fuerza y resistencia, además de ser capaz de resistir hasta cierto punto ataques de armas de medio alcance y de desviar los disparos con un "Escudo Reflector"
El resultado final: soldados con reflejos y fuerza muy superior a cualquier humano, siendo ellos la última esperanza de la Humanidad contra el Covenant.

## La armadura
Está diseñada para mantener al soldado a salvo de morir y para mantener su identidad en estado secreto, aumenta la fuerza del portador al doble y la velocidad de reacción es cinco veces superior, además contiene un reciclador de aire, de noventa minutos de autonomía, para el espacio y un generador de energía para los escudos (a partir del Mark V), es un traje aislado y por lo tanto es capaz de mantener vivo al Spartan incluso entre aire tóxico o climatología adversa ya que mantiene la temperatura estable. Es, además, resistente a ataques EMP y a la radiactividad. 

Tu traje aislado funciona bien cuando el Flood comienza a alterar la atmósfera; eres un buen planificador. 343 Guilty Spark al Jefe Maestro en Halo: Combat Evolved.

### MJOLNIR Mark IV
Este traje básico contaba con casi todas las cualidades del traje actual, excepto por el escudo reflector, fue usado por todos los Spartan durante sus primeras misiones hasta la guerra contra el Covenant, anteriormente fue probada con humanos normales con resultados catastróficos, como ejemplo a uno de los sujetos de pruebas se le destroza uno de los brazos al no poder soportar sus músculos y huesos la tremenda velocidad de reacción del traje ante el estímulo de sus implantes neurales para hacer un movimiento básico. El propio John-117 estuvo a punto de romperse la mano al golpearla contra el casco realizando un saludo militar a los pocos minutos de ponérselo, de no ser por la alteración genética, su muñeca se habría hecho polvo

### MJOLNIR Mark V
Al comenzar la guerra contra el Covenant, todos los soldados SPARTAN-II fueron reasignados a sus puestos con sus armaduras Mark IV, pero al llegar a Reach fueron mejorados a Mark V, con el sistema de escudos del Covenant incluidos, ese traje se usa en Halo combat evolved. Sin embargo gracias a que los escudos tardaban en regenerarse se usó la tecnología de los trajes SCDO que les permitía medir sus funciones vitales representadas como las barras de vida abajo del medidor de escudo.

### MJOLNIR MARK V(B)
Esta armadura fue exclusiva para el equipo noble, es similar a la Mark V, pero sin habilidades de armadura reutilizables. La UNSC quiso que los demás spartans la usaran, pero cuando el Covenant atacó Reach, el proyecto fue cancelado. Esta armadura contaba con habilidades de apoyo para el combate del spartan: escudos de energía, bloqueo de armadura, esquivar, esprintar, camuflaje activo, usar mochila cohete y crear un holograma.

### MJOLNIR Mark VI
Después de la destrucción de la instalación 04, el Jefe Maestro regresa a la Tierra donde su Mark V es mejorada a Mark VI, las barras de vida se han retirado por lo que el escudo se recarga más rápido, además trae un par de binoculares en el visor para observar la situación sin exponerse. La armadura cuenta con un dispensador interno de Biofoam (Un compuesto ficticio parecido a una especie de espuma, fabricado por la UNSC) que acelera la recuperación del soldado. Además, permite dar saltos más largos y poder soportar caídas de mayor altura (si saltamos de un Banshee en pleno vuelo no moriremos como en Halo 1, pero si salimos de los límites del mapa jugable, sí).

### Variantes multijugador
El proyecto de la armadura MJOLNIR Mark VI se llevó a cabo junto con otros proyectos, llevados a cabo en diferentes lugares incluso planetas, los otros proyectos son otro tipo de cascos, hombreras y armaduras centrales. Sin embargo, estas permutaciones son sólo permitidas en multijugador.
A diferencia de Halo Reach donde los cambios que realizas en la armadura, aún los cambios de colores, son visibles en la partida campaña.